# Abu Said Uthman I.
Abu Said Uthman I. ibn Yaghmurasin (arabisch أبو سعيد عثمان بن يغمراسن, DMG Abū Saʿīd ʿUṯmān b. Yaġmurāsin; † 1303) war zweiter Sultan der Abdalwadiden in Algerien (1282–1303)
Abu Said Uthman I. trat die Nachfolge von Abu Yahya ibn Zayyan (1236–1282) als Herrscher der Abdalwadiden an. Durch Heiratsverbindungen mit den Hafsiden gelang es ihm gute Beziehungen zu seinen östlichen Nachbarn herzustellen. Dies ermöglichte es Uthman I. den seit 1295 andauernden Angriffen der Meriniden von Marokko standzuhalten. Die Kämpfe führten zu schweren Verwüstungen im Reich. Allein die Belagerung von Tlemcen durch die Meriniden wurde von 1299 bis 1307 aufrechterhalten. Von den Meriniden wurde vor Tlemcen sogar die Belagerungsstadt al-Mansura errichtet, die zeitweise sogar Residenz der marokkanischen Herrscher war. Trotz der Übermacht der Meriniden konnten sich die Abdalwadiden behaupten, was für den Rückhalt der Dynastie in der Bevölkerung des Reiches spricht. 
Uthman I. erlebte das Ende des Krieges nicht mehr. Erst unter seinem Nachfolger Abu Zayyan I. Muhammad (1303–1308) zogen die Meriniden 1307 nach Marokko ab, als dort dynastische Machtkämpfe ausbrachen.